# Wola Prażmowska
Wola Prażmowska – wieś sołecka w Polsce położona w województwie mazowieckim, w powiecie piaseczyńskim, w gminie Prażmów.
| SIMC    | Nazwa           | Rodzaj    |
| ------- | --------------- | --------- |
| 0007491 | Stara Cegielnia | część wsi |

Z Woli Prażmowskiej pochodził Wawrzyniec Prażmowski – vicesgerent na Mazowszu, wojewoda mazowiecki, kasztelan czerski.
Wieś szlachecka położona była w drugiej połowie XVI wieku w powiecie grójeckim ziemi czerskiej województwa mazowieckiego.
W roku 1863 miejscowość ta była miejscem formowania się oddziału powstańczego mjr Józefa Śmiechowskiego (200 ochotników).
Wola Prażmowska była niegdyś siedzibą gminy Prażmów.
W latach 1975–1998 miejscowość administracyjnie należała do województwa warszawskiego.